# Cassina (azienda)
Cassina Spa è un'azienda italiana operante nel settore dell’arredo contemporaneo, fondata nel 1927 a Meda da Cesare e Umberto Cassina.

## Storia
La “Amedeo Cassina” dei fratelli Cesare e Umberto Cassina nasce nel 1927 a Meda, Brianza. L’attività principale è la lavorazione del legno, interna all’azienda, per la produzione di tavolini. Con gli anni la società si espande, soprattutto nel dopoguerra, anche grazie alle collaborazioni con architetti esterni che portano la loro expertise e la loro ricerca.
Negli anni cinquanta Cassina passa dalla produzione artigianale a quella seriale, adottando le logiche dell’industrial design. Un cambiamento indotto anche dalla commissione degli arredi per gli interni di grandi navi da crociera. In questo periodo, inoltre, prendono forma alcuni dei prodotti più noti dell’azienda: la sedia 646 e la sedia 699, detta la “Superleggera”, entrambe progettate da Gio Ponti.
Nel 1963 al team aziendale di designer si unisce Vico Magistretti, che realizza la poltroncina Carimate. Nell’anno successivo vengono acquisiti i diritti di riedizione di 4 modelli disegnati nel 1928 da Le Corbusier, Pierre Jeanneret e Charlotte Perriand, per esplicitare la volontà dell’azienda di costruire una collezione secondo i principi di modernità. Nel ’66, viene costituita la società C&B, Cassina & Busnelli, per individuare nuovi processi di lavorazione del poliuretano espanso a iniezione e più in generale per favorire la ricerca sperimentale e innovativa dei prodotti.
Nel 1968 Cassina lancia la poltrona Ciprea di Afra e Tobia Scarpa, il primo esempio di un unico volume in poliuretano espanso, e apre lo Showroom in via Durini a Milano, un progetto di Mario Bellini a cui seguiranno quelli di Vico Magistretti, Clino Trini Castelli, Achille Castiglioni, Giancarlo Tintori, Piero Lissoni e Patricia Urquiola.
Negli anni settanta il progetto Soriana di Afra e Tobia Scarpa vince il Compasso d’Oro.
Nel 1972, Cassina partecipa alla mostra “Italy: the new domestic landscape” al MoMA di New York con il prototipo di automobile Kar-a-sutra disegnato da Mario Bellini. Nello stesso anno nasce il laboratorio di sperimentazione Bracciodiferro con Gaetano Pesce e Alessandro Mendini.
Nel 1973 Cassina presenta il divano Maralunga di Vico Magistretti, anch'esso vincitore di un Compasso d'Oro, e struttura la Collezione Cassina I Maestri.
Quattro anni dopo l’azienda lancia, con Mario Bellini, il tavolo La Rotonda e la sedia Cab, che entra a far parte della collezione permanente del MoMA di New York grazie alla sua struttura in cuoio autoportante.
Negli anni ottanta Cassina introduce la poltrona Wink di Toshiyuki Kita (1980) e la poltrona Feltri di Gaetano Pesce (1987), con la quale è stata elaborata una nuova tecnica di produzione di arredi in feltro, per la quale è depositato un brevetto internazionale.
Nel 1989 cambia l'assetto societario con la cessione dell'80% del capitale al gruppo francese Strafor.
Nel 1991 Cassina vince il Compasso d’Oro per il suo contributo alla cultura del progetto e nello stesso anno inaugura la collaborazione con Piero Lissoni che dà vita al divano Met.
Nel 1998 dalla collaborazione con Philippe Starck nasce L.W.S. Lazy Working Sofa.
L'ultimo decennio del secolo si chiude con l’acquisizione di Cassina da parte di un altro gruppo francese, Fimalac, quotato alla Borsa di Parigi.
Il nuovo millennio coincide con la produzione degli arredi di Charlotte Perriand per la Collezione Cassina I Maestri. Nel 2008 inizia la produzione degli arredi di Franco Albini, primo Maestro italiano inserito nella collezione.
Nel 2005 l'azienda ritorna italiana: è acquisita dal gruppo guidato da Poltrona Frau, controllato dal fondo di private equity Charme Investments.
Nel 2006, viene presentata la ricostruzione dell’interno del Cabanon di Le Corbusier realizzato a Roquebrune Cap-Martin in Francia nel 1952. Il progetto, presentato presso la Triennale Milano, è in seguito esposto anche in altri musei, come il MoMA di New York.
Nel 2008, per celebrare l’80º anniversario della nascita dell’azienda, viene realizzata una mostra presso la Triennale Milano e la monografia “Made in Cassina”.
Nel 2010 Cassina, in collaborazione con Gaetano Pesce, celebra i 150 anni dell’Unità d’Italia con Sessantuna, un’opera composta da sessantuno tavoli che insieme formano il caratteristico stivale.
Nel 2011 viene messa per la prima volta in produzione, grazie a un lavoro di ricerca e sviluppo insieme a un team di esperti, la libreria Veliero di Franco Albini progettata e realizzata solamente in un unico esemplare nel 1940.
Due anni dopo l’azienda acquisisce il marchio Simon ed entrano quindi nel catalogo arredi di architetti e designer come Carlo Scarpa e Kazuhide Takahama. Nello stesso anno i mondi del design e della moda si uniscono, con una collaborazione fotografica insieme a Karl Lagerfeld.
Nel febbraio 2014 il gruppo guidato da Poltrona Frau è acquisito dalla società americana Haworth. Sempre nel 2014, Piero Lissoni e Cassina presentano il divano Otto.
Nel 2015 viene rieditata Lady di Marco Zanuso, inserito nella Collezione Cassina I Maestri. Nello stesso anno, in occasione del 50º anniversario dell'inizio della produzione, viene proposta una revisione della collezione di Le Corbusier, Pierre Jeanneret, Charlotte Perriand, secondo un rinnovato principio di autenticità.
Nel 2016, Cassina nomina Patricia Urquiola come Art Director del brand. Nell’anno successivo l’azienda festeggia il 90º anniversario con una mostra presso la Fondazione Giangiacomo Feltrinelli a Milano e con il libro “This Will Be The Place”.
Nel 2019 Cassina sostiene la mostra "Le monde nouveau de Charlotte Perriand" alla Fondation Louis Vuitton a Parigi dove, per la prima volta, viene ricostruito “l’Equipement intérieur d'une habitation”.
Nello stesso anno, viene fondato Cassina LAB, nato dalla collaborazione tra il Centro di Ricerche e Sviluppo di Cassina e POLI.design del Politecnico di Milano per ripensare il futuro del design: un percorso che esprime l’impegno di Cassina nel ridurre l’impatto ambientale grazie, ad esempio, all’identificazione di materiali circolari da impiegare nella realizzazione dei prodotti e allo sviluppo di progetti in grado di offrire funzionalità a favore del benessere delle persone.
Nel 2021 Cassina rilancia Soriana di Afra e Tobia Scarpa con materiali circolari. Nello stesso anno, presenta la collezione Cassina Pro per venire incontro alle esigenze progettuali del settore hospitality e del workplace.

## Collaborazioni
Tra quanti hanno collaborato con Cassina figurano Michael Anastassiades, Rodolfo Dordoni, Piero Lissoni, Vico Magistretti, Mario Bellini, Gaetano Pesce, Gio Ponti, Afra & Tobia Scarpa, Philippe Starck, Piero De Martini e l’art director di Cassina Patricia Urquiola.

## I Maestri
Questa collezione è costituita da riedizioni di mobili di architetti del XX secolo, scelti e prodotti da Cassina secondo criteri di autenticità e rispetto dei prototipi e dei progetti iniziali, in collaborazione con le fondazioni ufficiali e gli eredi.
Tra gli autori entrati a far parte della Collezione I Maestri vi sono: Franco Albini, Erik Gunnar Asplund, Giacomo Balla, Le Corbusier, Charles Rennie Mackintosh, Ico Parisi, Charlotte Perriand, Gerrit Thomas Rietveld, Frank Lloyd Wright e Marco Zanuso

## Showroom
- Milano
- New York
- Parigi
- Madrid
- Londra